# Кралска изложбена сграда и Карлтънски градини
Кралската изложбена сграда и Карлтънските градини (на английски: Royal Exhibition Building and Carlton Gardens) са обект от световното наследство на ЮНЕСКО, разположени в централната част на град Мелбърн в Австралия.
Кралската изложбена сграда е построена през 1879 – 1880 година в неокласически стил като основна изложбена зала за световното изложение в града. Днес е смятана за образец на архитектурата от периода на разцвет на световните изложения във втората половина на XIX век. В сградата е проведено и първото заседание на парламента на Австралия през 1901 година.
Карлтънските градини са обществен парк, разположен пред сградата.